# Granatapfel (Zeitschrift)
Granatapfel ist das Magazin der österreichischen Ordensprovinz der katholischen Ordensgemeinschaft Barmherzige Brüder vom hl. Johannes von Gott, das seit Oktober 1932 erscheint.

## Geschichte
Gründer und lange Jahre prägender Redakteur des Granatapfel-Magazins war der Barmherzige Bruder Frater Alfons Fink. Er schrieb ab 1928 für die von der schlesischen Ordensprovinz herausgegebene Zeitschrift Misericordia. Daher beauftragte ihn der damalige Prior der Barmherzigen Brüder in Wien, Florian Kronsteiner, mit der Vorbereitung einer eigenen österreichischen Ordenszeitschrift und schuf die wirtschaftlichen Voraussetzungen dafür. Diese Zeitschrift sollte einerseits dem langjährigen Wunsch vieler Freunde, Gönner und Wohltäter des Ordens nach „einer eigenen, humanitären Zielen gewidmeten Zeitschrift entsprechen“ und andererseits eine lebendige Verbindung zwischen dem Orden und der Bevölkerung herstellen.
Im Oktober 1932 erschien daher in Wien die erste Ausgabe des Granatapfel-Magazins, damals mit dem Untertitel Illustrierte Monatsschrift der Barmherzigen Brüder Österreichs. Schon ein Jahr davor war der erste Granatapfel-Kalender veröffentlicht worden.
Frater Alfons legte den Granatapfel bewusst als Familienblatt an. „Unser Programm ist mit einem Wort: Vielseitig!“, heißt es in der ersten Ausgabe. So brachte das Magazin neben medizinischen Beiträgen und Berichten aus dem Orden auch Erzählungen, kulturelle Artikel, Buchtipps und Rätsel. Sofort zeigte sich der Erfolg dieses Konzepts: Bereits das zweite Heft hatte 10.000 Leser.
Nach dem „Anschluss“ konnte der Granatapfel, bedingt durch die Herrschaft der Nationalsozialisten und den Zweiten Weltkrieg, zwischen 1938 und 1946 nicht erscheinen. Ab April 1946 wurde das Magazin unter der Leitung von Frater Alfons Fink vom Wiener Konvent der Barmherzigen Brüder herausgegeben. Zu Beginn der 1950er-Jahre war eine Reorganisation notwendig: Als Herausgeber fungierte ab nun die österreichische Ordensprovinz, produziert und vertrieben wurde das Magazin von der Druck- und Verlagsanstalt Welsermühl.
An der inhaltlichen Linie änderte sich wenig, doch die Themenpalette wurde vielfältiger: Zu den medizinischen Beiträgen kamen Artikel für Frau und Familie, Haushaltstipps, Kneipp-Anleitungen, Modetipps, Handarbeitsanleitungen, Interessantes über Pflanzen und Heilkräuter, juristische Tipps sowie Berichte aus Kunst und Kultur, Buch- und Schallplattenrezensionen, ein Fortsetzungsroman, Erzählungen, Humor, Satire und Rätsel. Nicht fehlen durften die Berichte aus dem Orden und den Einrichtungen der Barmherzigen Brüder.
Bis in die 1990er-Jahre waren sowohl im Magazin als auch im Kalender sehr viele Inserate enthalten. So hatte die 64 Seiten umfassende Juli-Ausgabe 1964 des Magazins beispielsweise noch zusätzlich 25 komplette Seiten mit Werbeeinschaltungen und die 48 Seiten starke März-Ausgabe 1967 sieben komplette Seiten und dazu noch zahlreiche Einzelannoncen auf den restlichen Seiten. Doch die Zahl der Inserate ging zurück und seit 1996 gibt es keine mehr.
Die Auflage betrug in den schlechtesten Zeiten 17.000 bis 18.000 Stück, stieg in den 1990er-Jahren auf 23.000 und beträgt derzeit rund 30.000 Stück. Die Zeitschrift wird über Abonnements verkauft sowie in den Krankenhäusern und Gesundheitseinrichtungen des Ordens der Barmherzigen Brüder gratis verteilt und aufgelegt.

## Inhalte
Das Granatapfel-Magazin ist sowohl ein Sprachrohr des Ordens der Barmherzigen Brüder in Österreich als auch der Krankenhäuser und Gesundheitseinrichtungen. Demnach wird sowohl über Ereignisse im Orden als auch über Themen aus den Krankenhäusern und Gesundheitseinrichtungen berichtet.
Gemäß dem Programm des Gründers Frater Alfons Fink „Vielseitig“ finden darüber hinaus Reportagen aus Österreich und der Welt, Kurzgeschichten, Rätsel, eine Glosse und Kochrezepte Platz in jeder Ausgabe.

## Name
Der Granatapfel ist das Symbol des Ordens der Barmherzigen Brüder. Die Frucht, aus der die Kerne quellen, ist im Wappen der Stadt Granada abgebildet. In jener spanischen Stadt, deren Namen auf Deutsch übersetzt „Granatapfel“ bedeutet, wirkte der Ordensgründer der Barmherzigen Brüder, der Heilige Johannes von Gott. Die Vielzahl der wohlschmeckenden Fruchtkerne des aufbrechenden Granatapfels symbolisiert die Fülle der Barmherzigkeit. Im Wappen des Ordens der Barmherzigen Brüder wurde der Granatapfel mit dem Kreuz verbunden. So zeigt er symbolisch deren Auftrag, motiviert durch die christliche Botschaft (Kreuz), kranken, alten, behinderten und Hilfe suchenden Menschen in Liebe (Granatapfel) nahe zu sein und Hilfe und Hoffnung zu bringen.
1936 änderte man den Titel des Magazins auf Der Menschenfreund, weil man der Ansicht war, der Bevölkerung sei der nach dem Ordenssymbol gewählte Name Granatapfel zu wenig verständlich. Doch auf vielfachen Wunsch erhielt die Zeitschrift schon im Jänner 1938 wieder ihren ursprünglichen Namen.